# Rio Pônsul
O rio Pônsul, ou Ponsul, é um rio de Portugal que atravessa os municípios de Idanha-a-Nova (onde nasce) e Castelo Branco. É um afluente da margem direita do rio Tejo. Desagua perto de Monte Fidalgo, entre as freguesias de Perais e Malpica do Tejo, traçando no seu troço final a fronteira entre os municípios de Castelo Branco e de Vila Velha de Ródão.
Tem a sua nascente a 650 Metros de altitude, na Serra do Ramiro, onde, somente a 2 Km de distância da nascente, é barrado pela Barragem de Penha Garcia dando oriegem à respetiva albufeira.
Tem como afluente principal o Rio Torto que começa como Ribeira das Taliscas e muda de nome devido ao seu trajeto serpentil.
Tem 2 represas, a de Penha Garcia e a de Idanha (Marechal de Carmona)

## Afluentes
- Ribeira da Farropinha
- Ribeira da Nave
- Ribeira da Nogueira de Alpreade
- Ribeira das Casas
- Ribeira das Fragas
- Ribeira de Alcafozes
- Ribeira de Alfividra
- Ribeira de Caldelas
- Ribeira de Canelas
- Ribeira de Monsanto
- Ribeira de Rio de Moinhos
- Ribeira de São Sebastião (Ribeirinha)
- Ribeira de Vale de Esquivo
- Ribeira de Vidigal
- Ribeira do Amial
- Ribeira do Barco
- Ribeira do Cagavaio
- Ribeira do Freixial
- Ribeira do Valmedra
- Ribeiro de Urgueiral
- Rio Torto